# Stazione di Castelnovo
La stazione di Castelnovo era una fermata ferroviaria, priva di traffico dal 2003, che si trova sulla linea ferroviaria Sacile-Pinzano. Era posta nei pressi della località Mostacins di Castelnovo del Friuli, ma dal punto di vista amministrativo è situata all'interno del comune di Pinzano al Tagliamento.
In seguito alla sua soppressione, ci fu l'ipotesi di istituire una nuova fermata presso il passaggio a livello posto tra le località Borgo Ampiano di Pinzano al Tagliamento e Madonna del Zucco di Castelnovo del Friuli, ma non fu mai attuata.

## Strutture e impianti
La fermata è costituita da due semplici tettoie simili a quelle delle fermate degli autobus. Prima che il terremoto del Friuli lo distruggesse, era presente un casello.
Dopo la soppressione la fermata diventò un'enclave all'interno di una proprietà privata, dalla quale è interamente circondata. A un paio di metri dai binari vi sono infatti orti e frutteti, e non sembra essere evidente una strada diretta per raggiungere l'ex fermata.